# 平良彰吾
平良 彰吾（たいら しょうご、1997年4月2日 - ）は、日本のプロバスケットボール選手。
千葉県出身。ポジションはPG。B.LEAGUE・琉球ゴールデンキングス所属。
両親は沖縄県出身。父は元日本代表PGの平良勝利で沖縄初のバスケットボール男子日本代表に選ばれている。

## 来歴

### プロ入りまで
千葉県習志野市生まれ。
5才年上の兄と父の影響を受け小学校3年生からバスケットボールを始める。印旛スパーズでプレイする。
父は元日本代表PGの平良勝利、兄の平良彰大も市立船橋高校出身のPGで2010年ウインターカップに出場し4位に入っている。
船橋中学校では、県選抜のキャプテンを務める。
市立船橋高校に入学しキャプテンを務めた。市立船橋高校時代は、一級上に青木太一（東京サンレーヴス）・一級下には赤穂雷太（秋田ノーザンハピネッツ）がいる。第3回FIBAアジアU-16男子バスケットボール選手権大会（U-16日本代表）に出場し、アジアで3位入賞し、第3回FIBA U-17男子世界選手権大会の出場権を獲得した。同じメンバーで、第3回FIBA U-17男子バスケットボール世界選手権大会（U-17日本代表）に出場し16チーム中14位となった。アンダー日本代表のチームメイトには八村塁がいる。2年時の2014年ウインターカップでは全国3位に貢献する。アシストランキングでは3位タイ（24個）となり大会ベスト5にも選出された。3年時には、ミライ☆モンスターに出演する。
拓殖大学では同期に荒川颯（琉球ゴールデンキングス）と多田武史（福島ファイヤーボンズ）が、三級上には成田正弘（秋田ノーザンハピネッツ）が、二級上には飯田遼（川崎ブレイブサンダース）と阿部諒（サンロッカーズ渋谷）が、一級上には山梨歩（東京八王子ビートレインズ）と宮越康槙（アースフレンズ東京Z）が、一級下には岡田侑大（京都ハンナリーズ）が、二級下には平良陽汰（愛媛オレンジバイキングス）と祝俊成（新潟アルビレックスBB）がいる。

### プロ入り後
特別指定選手として2019-2020シーズンにB2ライジングゼファーフクオカと契約。2020年1月24日愛媛オレンジバイキングス戦で初出場、7得点を挙げ勝利に貢献。翌シーズンもライジングゼファーフクオカでプレイする。
2021-2022シーズンにしながわシティと契約。2022年4月16日に岐阜スゥープス相手にキャリアハイとなる31得点を記録する。
2022-2023シーズンに湘南ユナイテッドBCと契約。
2023-2024シーズンに横浜エクセレンスと契約。ホーム開幕戦となった第2節GAME2では14得点し、マン・オブ・ザ・マッチに選出された。
2024年10月15日に琉球ゴールデンキングスへ期限付き移籍した。同年11月12日に期限付移籍期間延長。

## 人物

### キャッチコピー（横浜EX）
疾風迅雷のワイルドガイ

### マイブーム
コーヒー　

### 特技
逆立ちで無限に歩ける

### バスケを始めたきっかけ
父と兄がやっていたから

### 好きな食べ物
発酵食品

## 個人成績
| シーズン   | チーム | GP | GS | MPG  | FG%   | 3P%   | FT%    | RPG | APG | SPG | BPG | TO  | PPG  |
| ---------- | ------ | -- | -- | ---- | ----- | ----- | ------ | --- | --- | --- | --- | --- | ---- |
| B2 2019-20 | 福岡   | 11 | 3  | 15.3 | 29.3% | 33.3% | 83.3%  | 0.9 | 1.7 | 1.2 | 0.2 | 0.9 | 3.4  |
| B2 2020-21 | 福岡   | 27 | 5  | 7.8  | 40.0% | 36.4% | 100.0% | 0.4 | 0.4 | 0.1 | 0.1 | 0.6 | 3.0  |
| B3 2021-22 | 品川   | 48 | 46 | 23.0 | 42.1% | 36.9% | 68.9%  | 2.3 | 3.1 | 0.8 | 0.0 | 2.2 | 11.4 |
| B3 2022-23 | 湘南   | 47 | 28 | 19.1 | 39.3% | 29.2% | 58.3%  | 1.6 | 2.5 | 0.6 | 0.0 | 1.6 | 5.4  |
| B3 2023-24 | 横浜EX | 36 | 7  | 12.0 | 35.9% | 32.1% | 94.4%  | 0.8 | 1.4 | 0.4 | 0.0 | 0.9 | 4.8  |